# Mintaka Pass
Mintaka Pass (kinesiska: 明铁盖达坂) är ett bergspass mellan norra Pakistan och västra Kina. Mintaka Pass ligger 4 479 meter över havet.
Terrängen runt Mintaka Pass är bergig åt nordväst, men åt sydost är den kuperad. Mintaka Pass ligger nere i en dal.  Trakten runt Mintaka Pass är nära nog obefolkad, med mindre än två invånare per kvadratkilometer. Det finns inga samhällen i närheten. Trakten runt Mintaka Pass är permanent täckt av is och snö.